# コンプリイト/プリーズ フリーズ
『コンプリイト/プリーズ フリーズ』は、2009年5月27日にスターチャイルドから発売されたシングル。

## 概要
表題曲のうち「コンプリイト」は、ライトノベル『とらドラ!』を原作としたテレビアニメのコンピューターゲーム化作品であるPSP専用ゲームソフト『とらドラ・ポータブル!』のエンディングテーマとして使用されている。
カップリングの「プレパレード（男汁MAX ver.）」は、テレビアニメ『とらドラ!』前期オープニングテーマ「プレパレード」の男性ヴォーカルバージョンであり、高須竜児、北村祐作、春田浩次、能登久光役の間島淳司、野島裕史、吉野裕行、興津和幸が唄っている。
前作「オレンジ」、前々作「プレパレード」同様、『とらドラ!』のヒロインを務める釘宮理恵・堀江由衣・喜多村英梨の3人が歌っている。
収録曲3曲全てが、『とらドラ・ポータブル!』のエンディングテーマになっている。

## 収録曲
1. コンプリイト [3:50]
歌：逢坂大河（釘宮理恵）、櫛枝実乃梨（堀江由衣）、川嶋亜美（喜多村英梨）
作詞：渡邊亜希子　作曲・編曲：大久保薫
PSPゲーム『とらドラ・ポータブル!』エンディングテーマ
2. プリーズ フリーズ [4:46]
歌：逢坂大河（釘宮理恵）、櫛枝実乃梨（堀江由衣）、川嶋亜美（喜多村英梨）
作詞：Satomi　作曲：Funta3　編曲：橋本由香利
3. プレパレード（男汁MAX ver.） [3:28]
歌：高須竜児（間島淳司）、北村祐作（野島裕史）、春田浩次（吉野裕行）、能登久光（興津和幸）
作詞：渡邊亜希子　作曲・編曲：大久保薫
PSPゲーム『とらドラ・ポータブル!』エンディングテーマ
テレビアニメ『とらドラ!』前期オープニングテーマ「プレパレード」の男性ヴォーカルバージョン
4. コンプリイト（off vocal ver.）
5. プリーズ フリーズ（off vocal ver.）